# チキンティッカ
チキン・ティッカ(Chicken tikka)は、インド亜大陸を起源とする鶏肉料理の一種。インド、バングラデシュ、パキスタンで広く受け入れられている料理である。骨無しの鶏肉の小片を、インドのスパイスと「ダーヒ」（ヨーグルト）に漬け込み、「アンジーティ」と呼ばれる火鉢や炭火で焼いて串で刺した料理であり、骨無しの「タンドーリ・チキン」である。
「ティッカ」（トルコ語の「Tike」、アゼルバイジャン語の「Tikə」）とは、ペルシア語で「かけら」「破片」「一片」を意味する言葉である。パンジャービ料理で出される鶏肉料理であるが、カシミール地方では赤く熱した炭火で焼くため、必ずしも骨無しで提供されるとは限らない。「ギー」(澄ましたバター)を塗りながら炒め続け、香ばしさを増加させる。グリーン・コリアンダーと、ペースト状にしたタマリンドにオニオン・リングとレモンを添えて食べたり、チキン・ティッカ・マサラを作る際に使用される。
玉葱とチキン・ティッカを一緒に熱した皿の上に盛り付けて提供する料理に「チキン・ティッカ・スィズラー」がある。これはアフガニスタンでも人気があるが、アフガニスタンでは（ペルシア、トルコ、アラブの料理と同じく）インド亜大陸のものに比べると辛さは少なく、鶏肉だけでなく、牛肉や羊肉も使われる。

## 写真

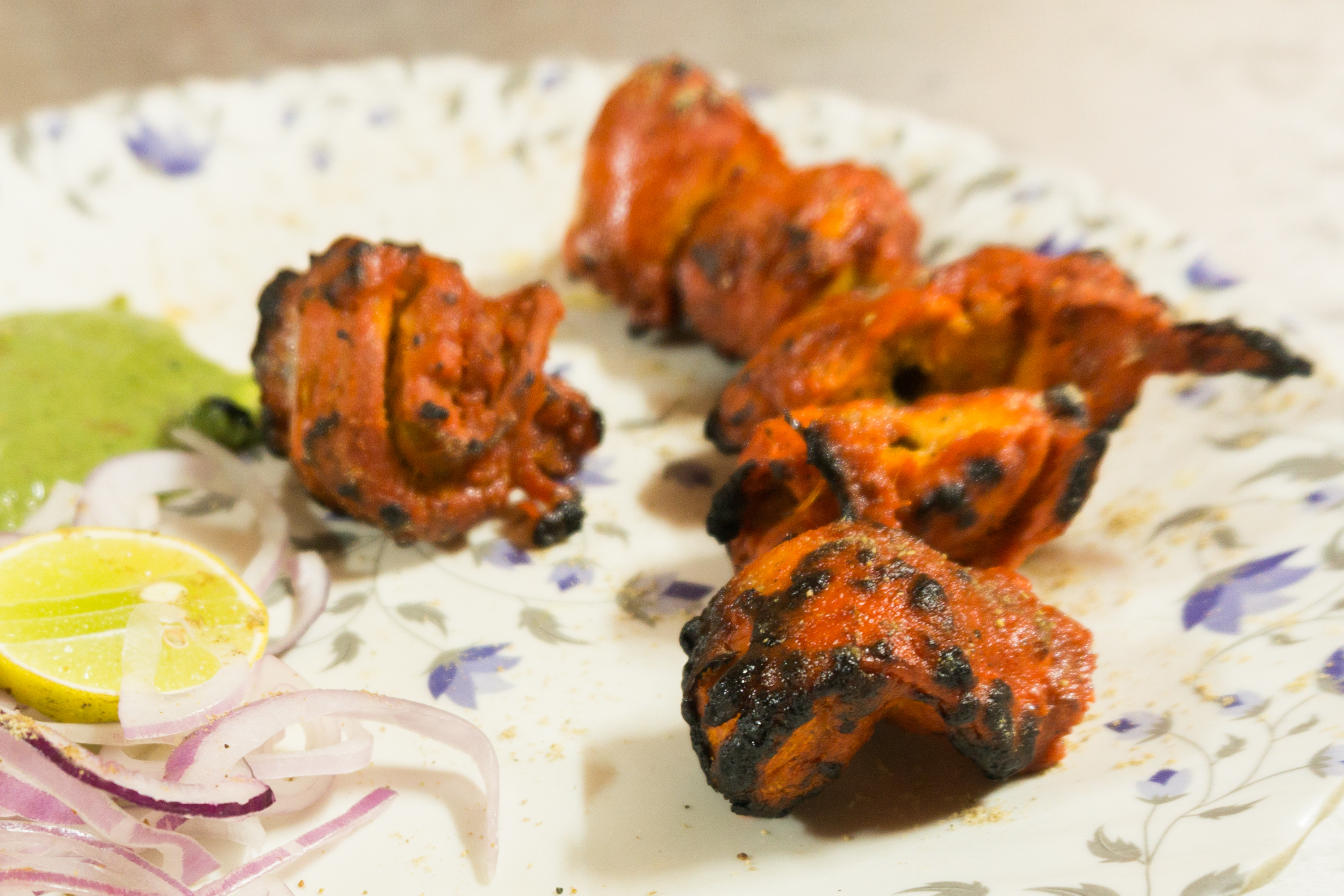
チキンティッカ・ケバブ
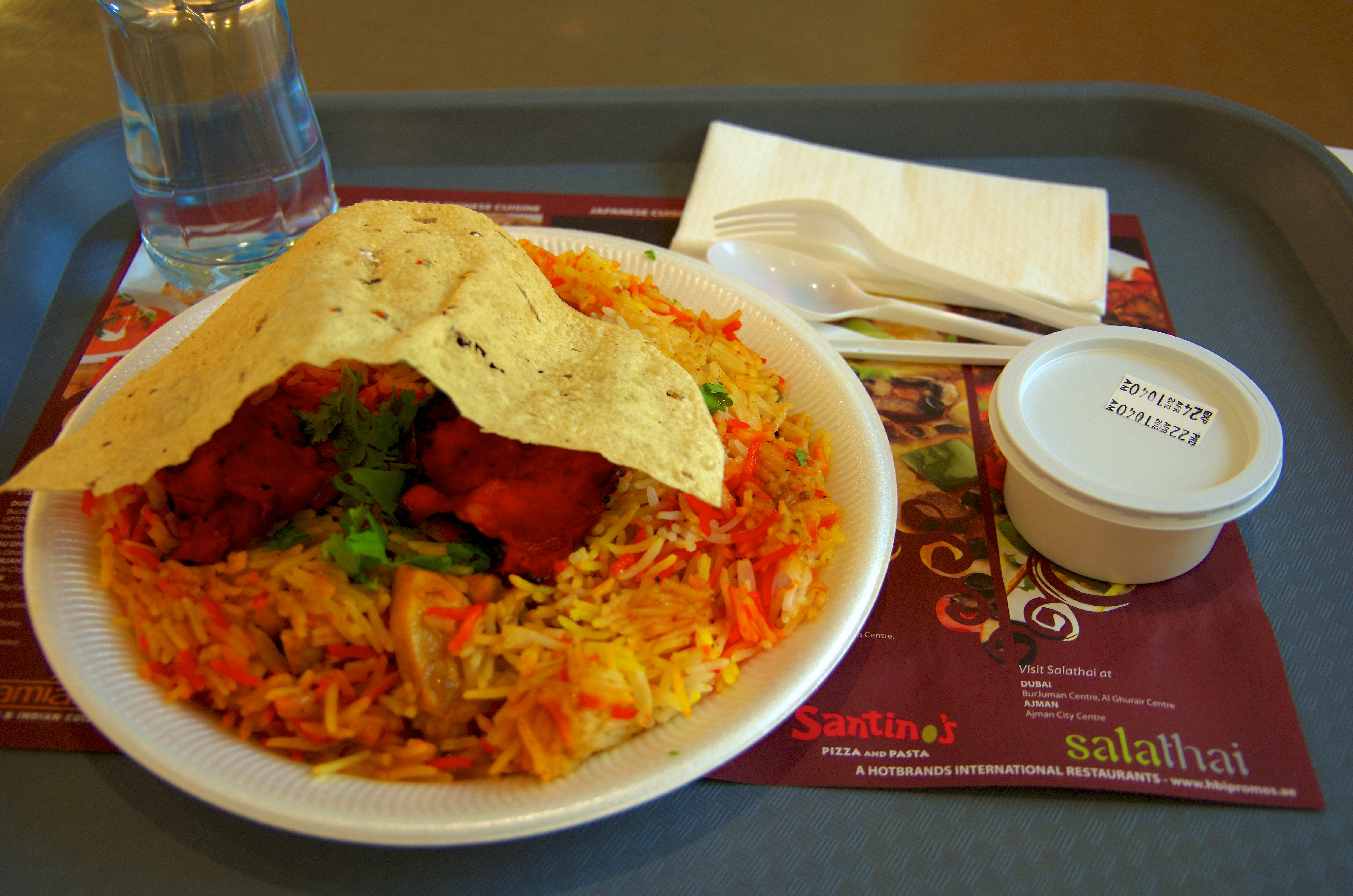
チキンティッカ・ビリャーニ
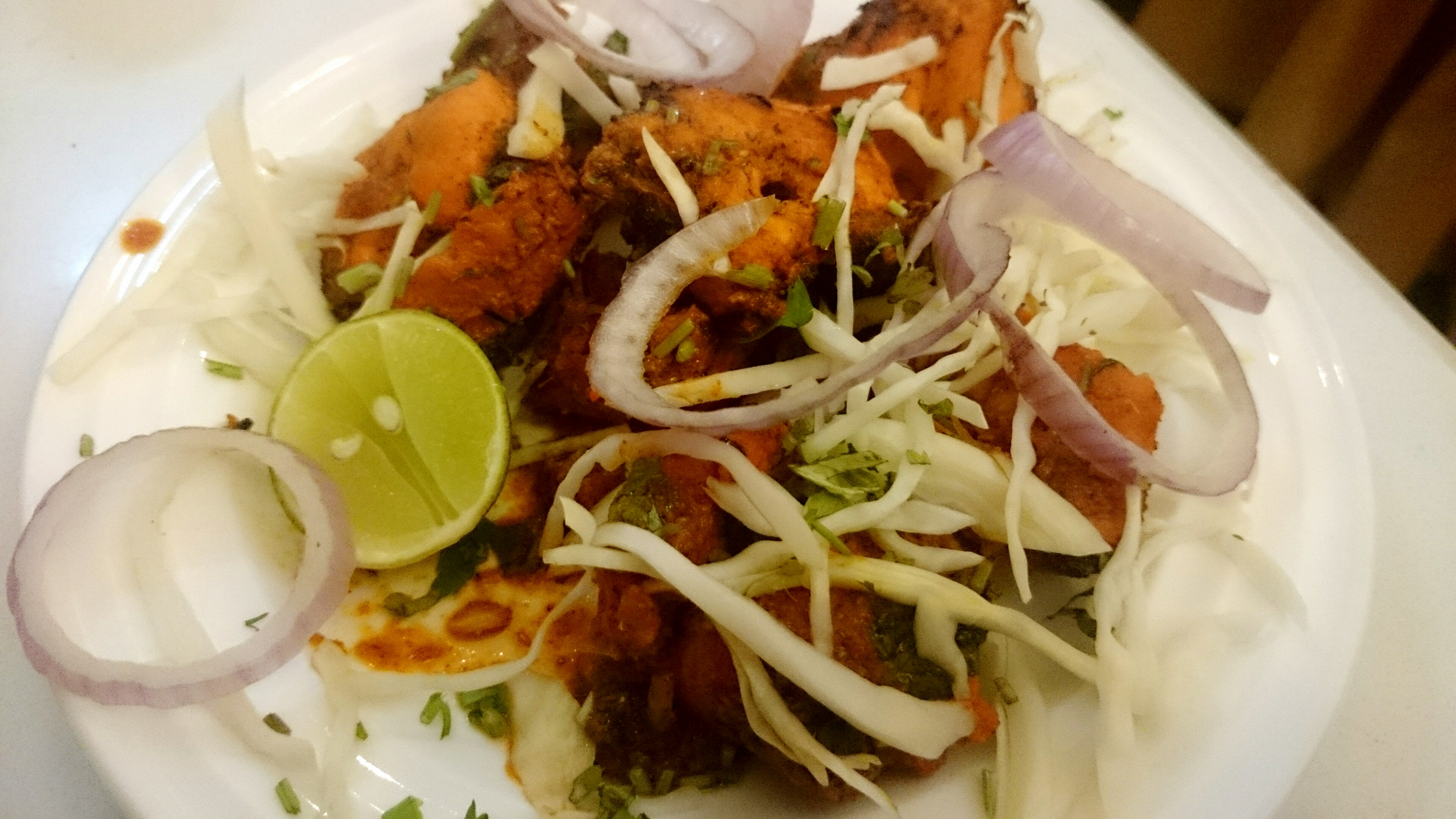
ニューデリーにあるレストランで提供されるチキンティッカ
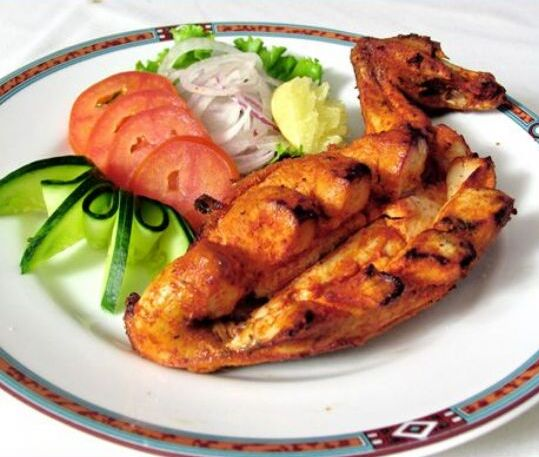
サラダとともに
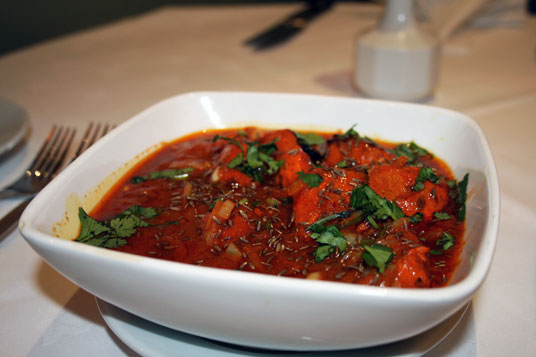
チキンティッカ・ズイーラ
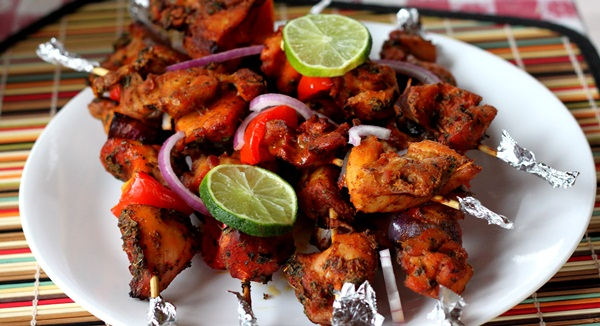
チキン・ティッカ
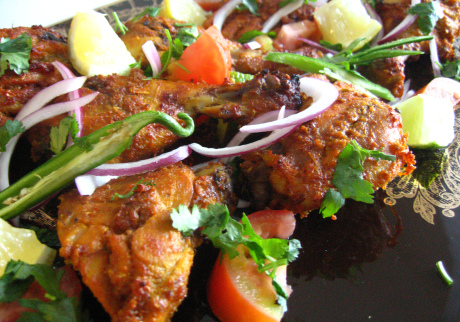
チキン・ティッカ
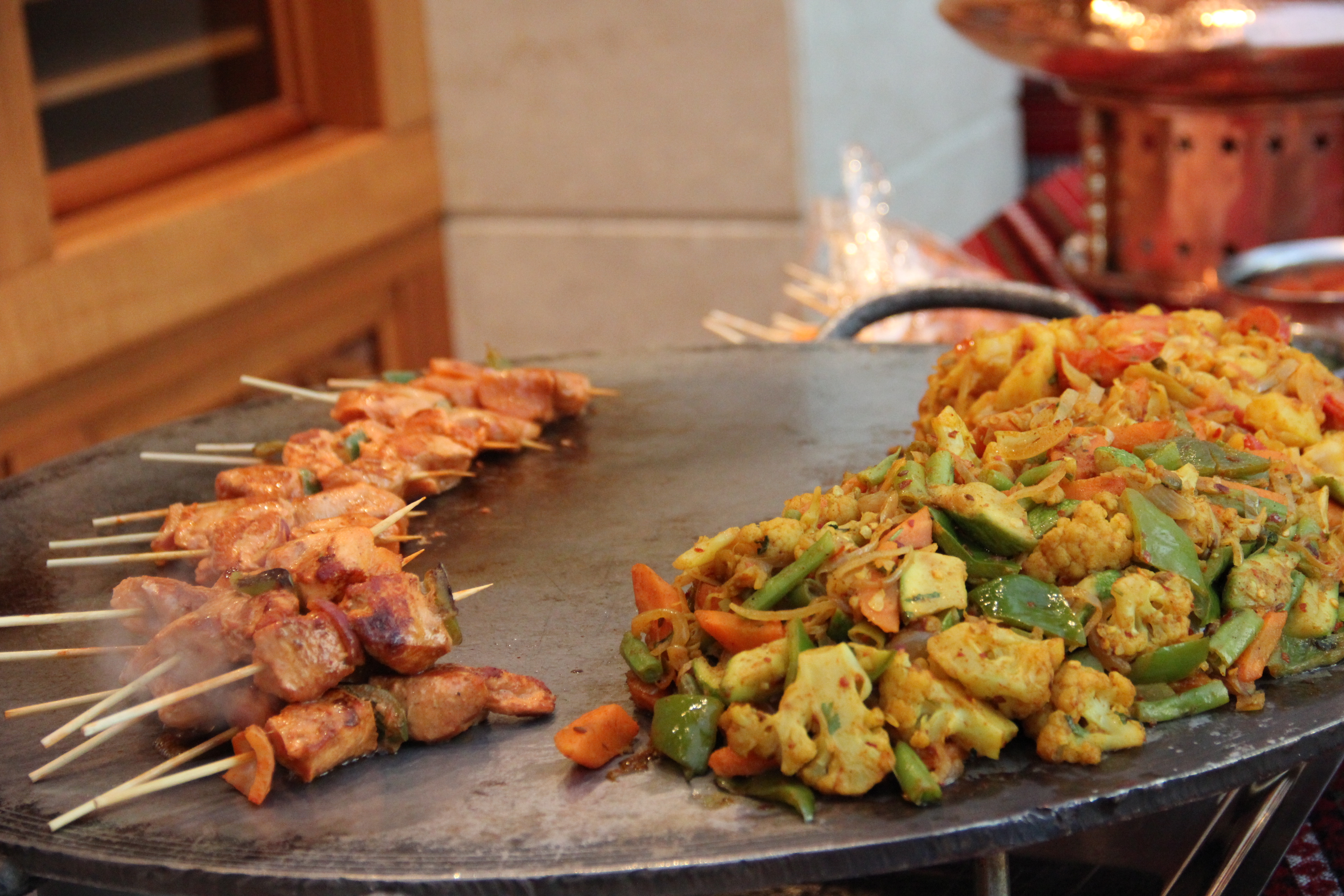
チキン・ティッカ